# Elisabet Strid
Elisabet Strid, född 25 januari 1976 i Malmö, är en svensk operasångerska (sopran).
Elisabet Strid utbildades på Operahögskolan i Stockholm mellan 2000 och 2004. Hon har mottagit flera kända stipendier, bland andra Jenny Lind-stipendiet, Christina Nilsson och Svenska Wagnersällskapets Bayreuthstipendium.
Under studietiden debuterade Strid som "Byrgitta" i Carl Unander-Scharins opera med samma namn vid Vadstena-Akademien (2003). Senare samma år kom debuten på Kungliga Operan som Antonia i Hoffmanns äventyr.
Strid engagerades direkt efter skolan på Norrlandsoperan i Umeå där hon bland annat sjöng Liu i Puccinis Turandot 2005, som även filmades för Sveriges Television.
Titelrollen i Rusalka på Norrlandsoperan 2006 ledde till nominering av Tidskriften Operas Operapris.
På Lettiska Nationaloperan i Riga gjorde Strid Wagnerdebut som Sieglinde i Valkyrian 2007. I uruppförandet av operan Poet and Prophetess av Mats Larsson Gothe 2008 sjöng hon rollen som Ingrid Skeppsbro.
Under 2009 spelade Strid rollen som Ellen Orford i Peter Grimes på Norrlandsoperan. År 2010 sjöng hon Elisabeth i Tannhäuser på Den Norske Opera.
Under 2010–2011 framträdde Strid med stor framgång på Finska Nationaloperan i roller som Rusalka, Madama Butterfly och Giorgetta i Il Tabarro.
Hon återkom även till Lettiska Nationaloperan som Gutrune i Götterdämmerung. 2012 gjorde hon bland annat rollen som Rusalka på Göteborgsoperan och Sieglinde och Elisabeth på operan Deutsche Oper am Rhein i Düsseldorf.
2013 debuterade Strid som Freia i Rhenguldet på Festspelen i Bayreuth och senare under året skedde även debuten som Senta i Flygande Holländaren på Opera Michigan i Detroit.
Under 2014 medverkade Strid som Irene i Rienzi på Nationaloperan i Riga, Ada i Die Feen på Oper Leipzig, Freia i Rhenguldet i Bayreuth, Elisabeth i Tannhäuser på Semperoper Dresden och som Senta i Den flygande Holländaren på Deutsche Oper am Rhein.

## Utmärkelser och stipendier
- 2000 – Jenny Lind-stipendiet[1]
- 2002 – Christina Nilsson-stipendiet
- 2003 – Anders Walls Giresta-stipendium
- 2004 – Svenska Wagnersällskapets Bayreuthstipendium [2]